# 468-as busz
A 468-as jelzésű regionális autóbusz Gödöllő egyik helyi járata, az Autóbusz-állomás és a Klapka utca autóbusz-forduló között közlekedik. A járatot a Volánbusz üzemelteti. 2017. október 15-én a korábbi 2-es viszonylatot kettébontották, azóta 468-as és 469-es jelzéssel közlekedik.

## Útvonala
| Klapka utca autóbusz-forduló felé                                                                       | Autóbusz-állomás felé                                                                                   |
| --- | --- |
| Autóbusz-állomás vá. – Szabadság út – Besnyő utca – Klapka György út – Klapka utca autóbusz-forduló vá. | Klapka utca autóbusz-forduló vá. – Klapka György út – Besnyő utca – Szabadság út – Autóbusz-állomás vá. |

## Megállóhelyei
Az átszállási kapcsolatok között a máriabesnyői betéréssel közlekedő 469-es busz nincs feltüntetve!
| 0  | Autóbusz-állomás végállomás             | 10 | 317, 324, 402, 404, 405, 406, 407, 410, 412, 422, 426, 430, 432, 440, 441, 442, 444, 446, 447, 448, 450, 451, 452, 454, 455, 461, 463, 464, 465, 466, 470, 471, 472, 473, 474, 475, 476, 477, 478, 479 1040, 1049, 1052, 1076, 1077, 1078 |
| 2  | Egyetem                                 | 8  | 402, 404, 405, 406, 407, 410, 412, 422, 426, 430, 432, 461, 463, 470, 471, 472, 474 |
| 4  | Tisza utca                              | 6  | 404, 426, 461, 463, 470, 471, 472, 474 |
| 5  | Damjanich János utca                    | 5  | 404, 405, 406, 407, 426, 461, 463, 470, 471, 472, 474 |
| 6  | Klapka utca elágazás                    | 4  | 474 |
| 7  | Tél utca                                | 3  | 474 |
| 8  | Fenyvesi bolt                           | 2  | S80 474 |
| 9  | Katona József utca                      | 1  | 474 |
| 10 | Klapka utca autóbusz-forduló végállomás | 0  | 474 |